# Phare de la Chaume
Le phare de la Chaume, ou feu de la tour d'Arundel, est situé sur la terrasse de la tour d'Arundel qui constitue le donjon carré de l'ancien château Saint-Clair à la Chaume, bâti à l'entrée du port des Sables-d'Olonne au XIVe siècle par les princes de Talmont.
Site emblématique de la ville des Sables d'Olonne, et plus précisément de son quartier originel de la Chaume, la cour de la tour accueille, depuis l'été 2006, le festival de la comédie Le Souffleur d'Arundel.

## Historique
Connu, au XIIIe siècle, sous le nom de « phare de la Pierre-à-Masson » (ou « pharaillon de la Chaume »), ce n'est qu'un amer rarement allumé. Il est mentionné lors de l'attaque des Protestants, en 1594. Durant la Révolution, la tour est mise en vente comme « bien national » puis un fanal blanc est fixé à son sommet. Au début du XIXe siècle, le feu est rallumé avec une lanterne « à la Quintet » utilisant de l'huile minérale[réf. nécessaire]. En 1835, la tour est rachetée par l'État puis, en 1855, est entièrement restaurée telle que visible aujourd'hui et est munie d'un feu blanc fixe. En 1934, le feu est électrifié (2+1 occultations toutes les 12 secondes).

## Phare actuel
Le phare de la Chaume est toujours en activité ; il fait partie d'un groupe de feux d'alignement pour l'entrée du port.
La tour d'Arundel est en pierres apparentes ; sur sa terrasse se dresse une petite tourelle, surmontée d'une lanterne octogonale blanche.
Le feu est automatisé depuis 1994. Une sirène de brume est installée sur la pointe de la coupole.